# 遗觉记忆
遗觉记忆（英語：Eidetic memory）或照相式記憶（英語：Photographic memory）是一种瞬间记忆的能力，拥有此能力的人可以在不借助記憶技巧的前提下 ，在只看过一次后，短时间内以高精度从记忆中召回图像。
虽然遗觉记忆和照相式記憶在流行文化中常常替換使用，但二者实际上是有区别的，遺覺記憶指的是在物體消失後的幾分鐘內仍能看見它的能力，照相式記憶指的是能夠非常詳細地回憶起一頁頁的文字、數字或類似內容。當把這兩個概念作出區分時，根據報導，遺覺記憶發生在少數兒童身上，成年人中通常未發現此現象。而真正的照相式記憶則從未被證明存在過。

## 艺术表现
- 《博闻强记的富内斯（英语：Funes the Memorious）》（1942年），豪尔赫·路易斯·博尔赫斯小说。